# Église Saint-Blaise de Leffincourt
L'église Saint-Blaise est une église, construite pour l'essentiel au XVIe siècle, située à Leffincourt, en France.

## Localisation
L'église est située dans le département français des Ardennes, sur une petite butte de la commune de Leffincourt. Elle est au centre du village, le long de la route conduisant de Vouziers à Machault. Elle est entourée d'un ancien cimetière, terrain également protégé.

## Historique
L'église a été construite au XVe, et XVIe. Le portail au nord porte la date de 1561. Celui du sud date sans doute de la reconstruction effectuée après l’incendie de 1649. « En 1649, l'armée d'Erlach, tout en guerroyant à la solde de la France, n'en commettait pas moins des cruautés et des ravages inouïs dans notre région. L'incendie de Leffincourt, en date des 1, 2 et 3 mai 1649, détruisit les voûtes de l'église, et il a laissé des traces au portail sud ». Les vitraux sont de la fin du XIXe siècle. Dans l'entre-deux-guerres, un monument aux morts a été dressé à l'intérieur.
L’église a souffert plusieurs fois des conflits. 
L'édifice est inscrit au titre des monuments historiques depuis 1948.

## Description
Le plan est en croix latine, de façon traditionnelle. Le clocher s’élève au-dessus de la première travée de la nef. Le portail principal est de style roman, s’ouvrant au sein d’un large pignon soutenu par quatre contreforts et surmonté d’une rosace. Ce portail occidental est sans doute un vestige de la précédente église, et antérieur au XIIe siècle. Il est surmonté d'un arc brisé  en double rouleau avec une archivolte à billettes. 
La nef, de trois travées, est encadrée de bas-côtés dont les fenêtres sont de la fin du XVIe siècle. Le plafond est voûté sur croisée d'ogives. Les arcs des voutes et  doubleaux retombent en pénétration sur les piles cylindriques. L'ensemble est d'une belle unité. Le chœur est à cinq pans, avec des chapiteaux sculptés de ronces et de rinceaux. Le portail sud est un portail Renaissance avec quatre colonnes corinthiennes, élancées, soutenant une corniche et au milieu un fronton triangulaire.
L’abside est à cinq pans, avec de grandes fenêtres ogivales de style flamboyant, à double meneau.  Le clocher s’élève au-dessus de la première travée de la nef. À l’intérieur, une piscine du XVe siècle avec fleurons et têtes sculptées  et une autre piscine à droite du maître-autel. Des fenêtres plus simples sont placées à chaque extrémité du croisillon.
Parmi le mobilier à l'intérieur de l'église, on peut remarquer une statue au Christ aux liens, en bois sculpté du XVIe siècle, une statue en pierre d'un évêque céphalophore, saint Nicaise, un maître-autel de bois à six colonnes corinthiennes du XVIIIe siècle et un lavabo de style flamboyant, placé dans le chœur.

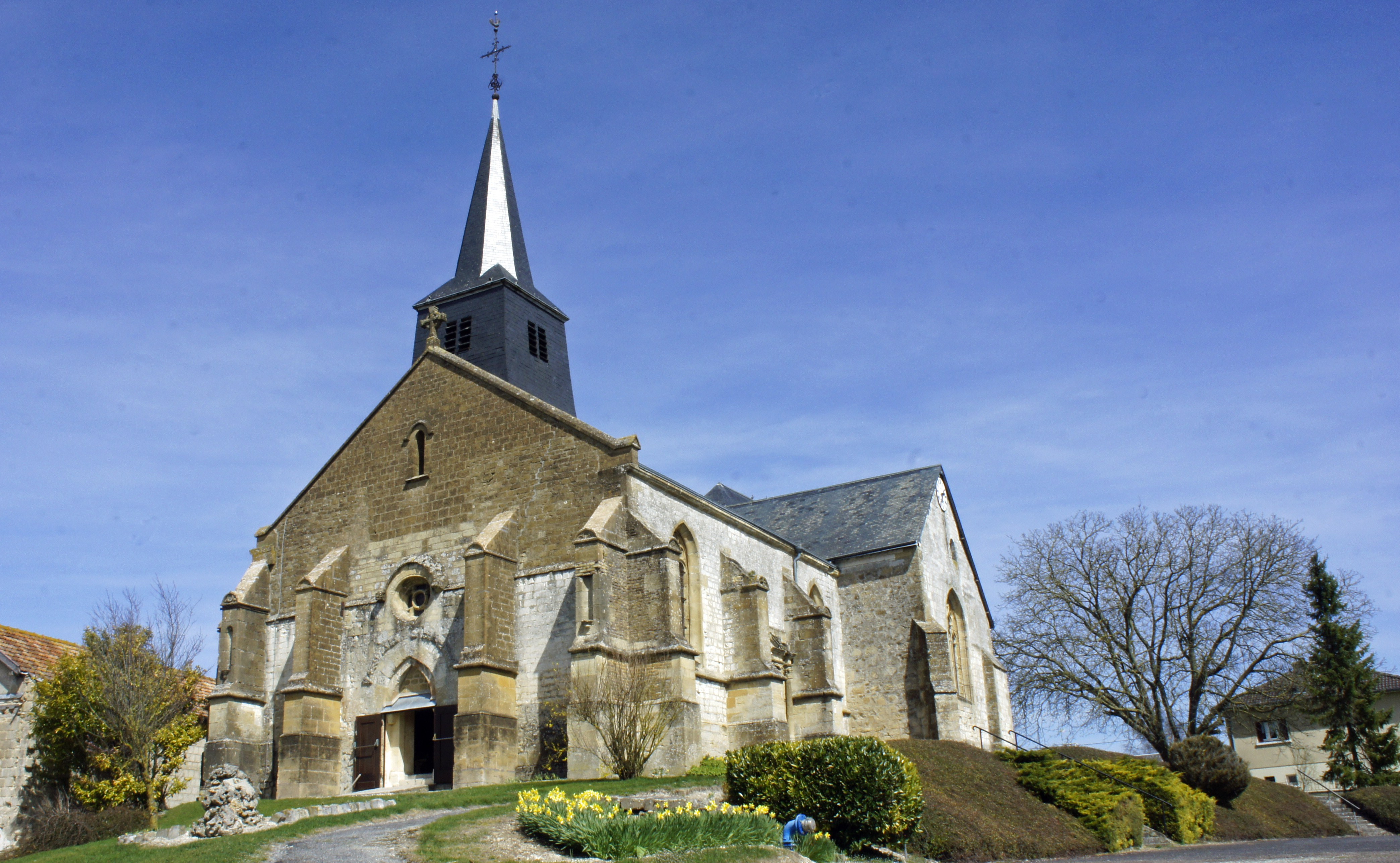
Portail occidental.
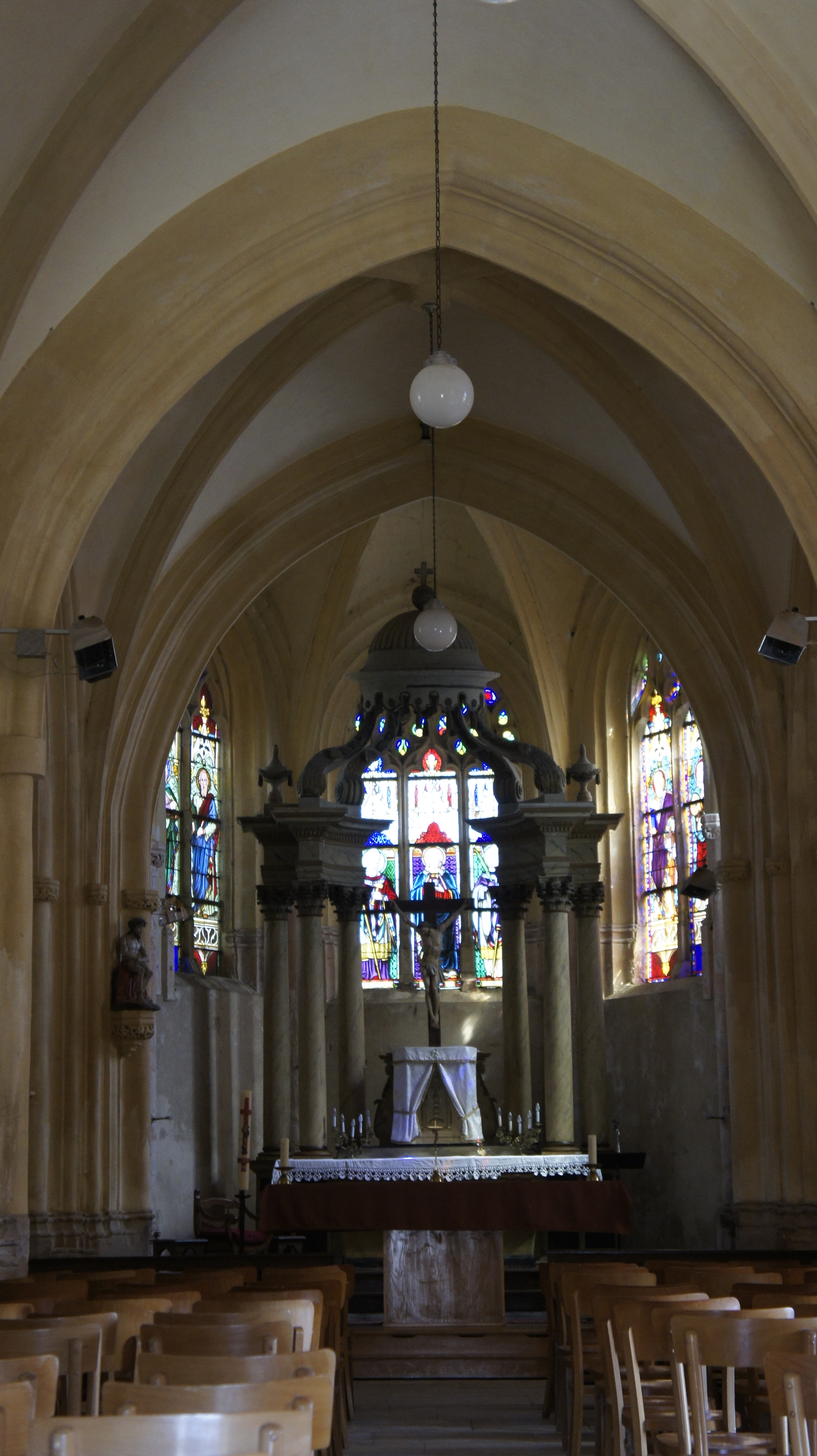
Vers le chœur.
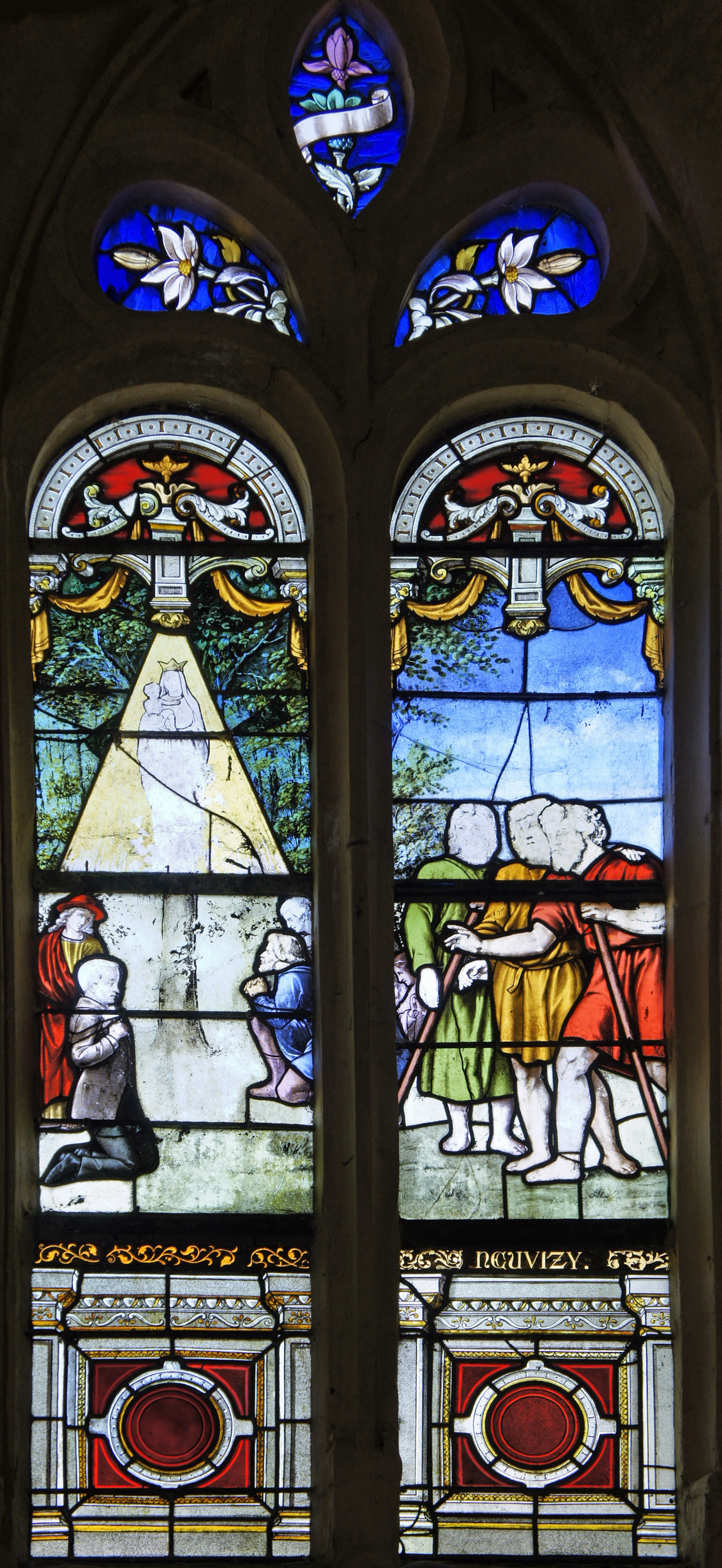
Vitrail nord de 1898.
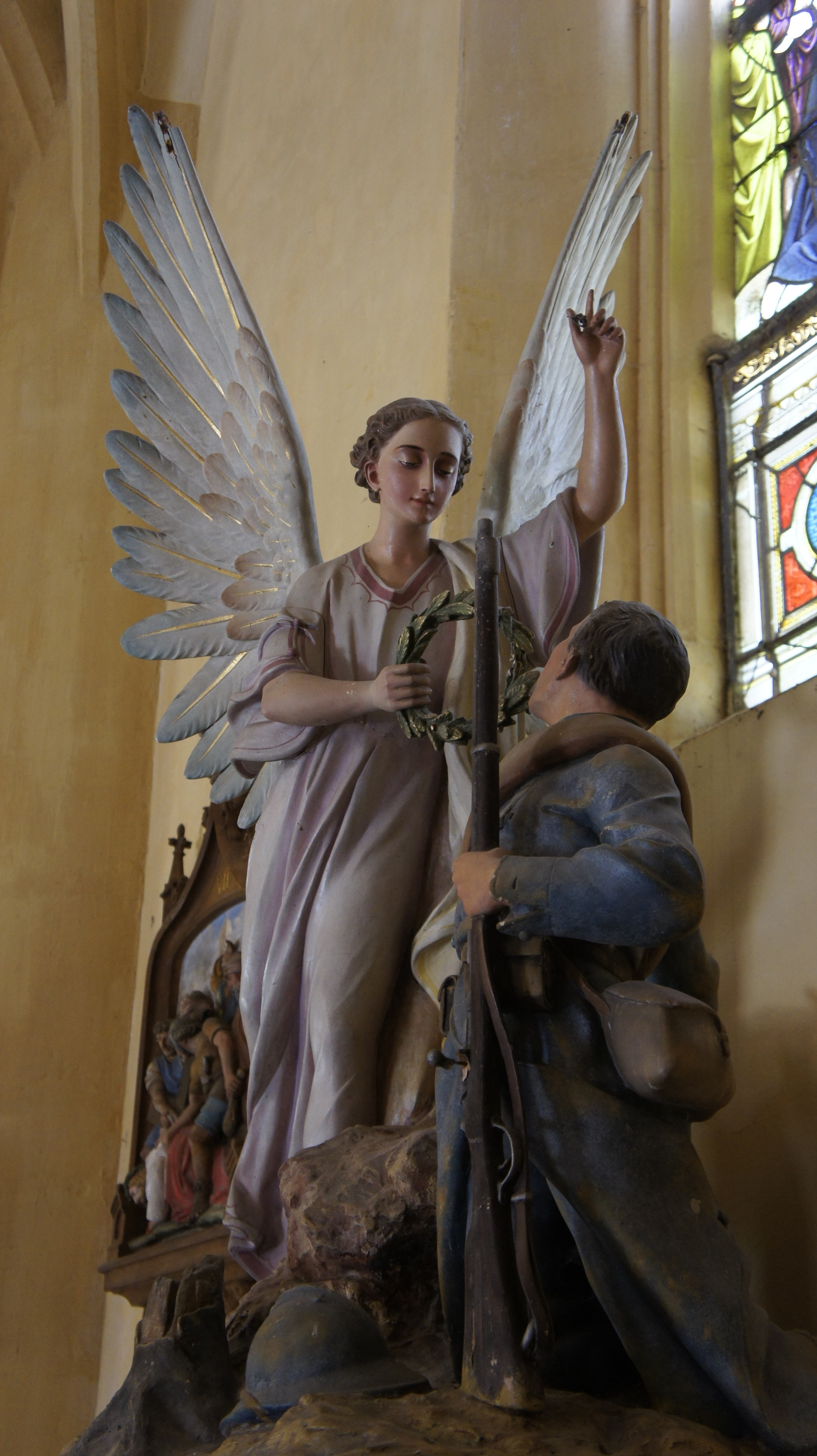
Monument aux morts.
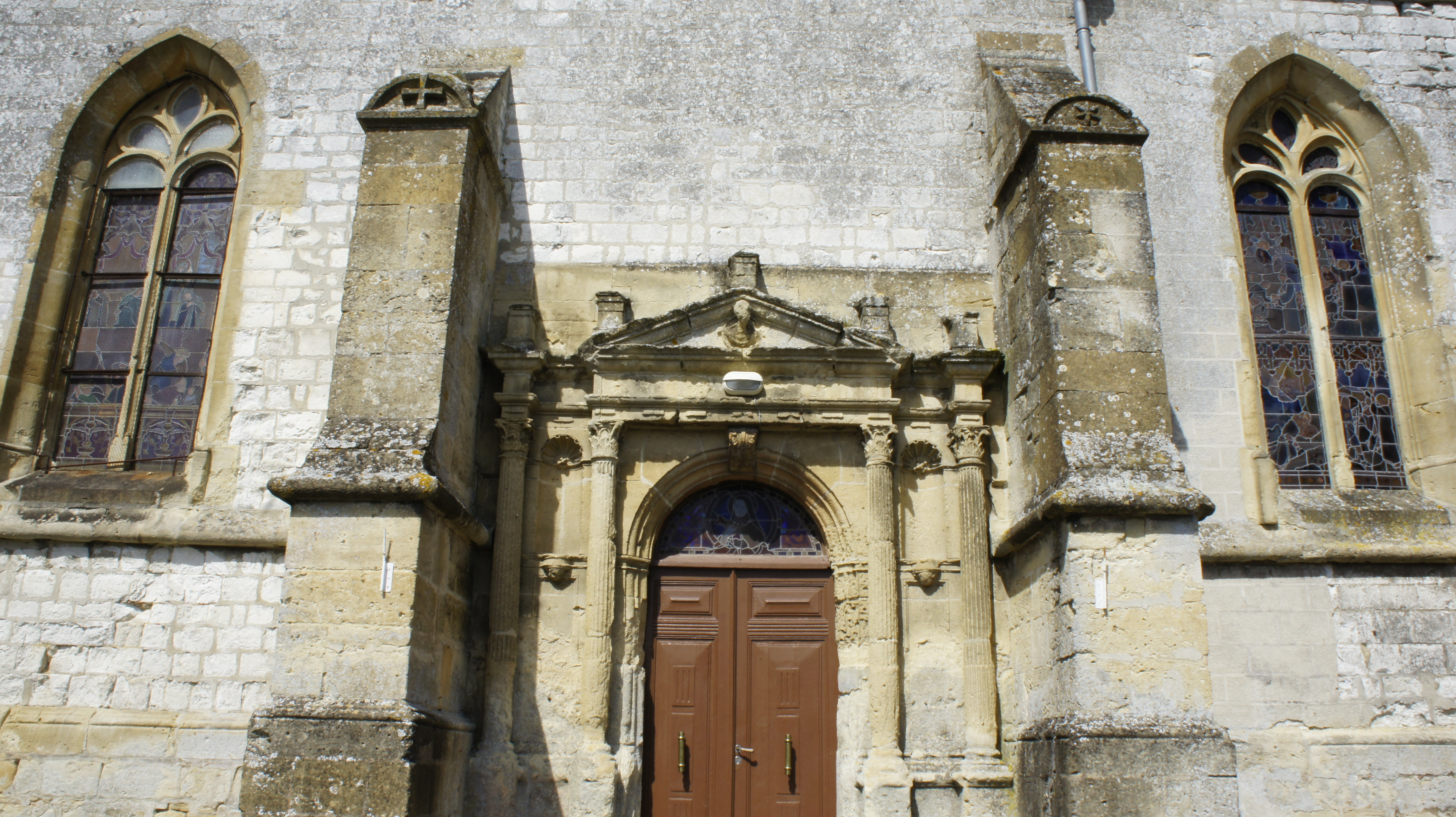
Portail sud.